# 胡漢清
胡漢清，SBS，SC，JP（1951年10月5日—），男，聖保羅書院校友，英國倫敦政治經濟學院法律系畢業。香港資深大律師，現任十屆全國政協委員，基本法研究中心主任，基本法推廣督導委員會委員，香港自由黨成員。被譽為親中共大狀的胡漢清，近年積極參與中港政壇事務及公開論政，2006年，胡漢清有意競選連任香港選委會，但最終敗北。

## 背景
胡漢清籍貫浙江奉化，原名鄔惠廉，因養父為鄔國江。十二歲才知自己生母為莊永楚，之後才知道鄔氏夫婦是自己的養父母而非親生。承認「鄔惠廉就是我的名字、我的身分」。與生母莊永楚關係不和，曾直言與莊永楚是「兩個世界的人」。胡漢清同Model余慧敏有一對兒女胡永浩和胡永彤，2008年離婚。其養祖父鄔志堅，奉化籍，舊上海大律師、著名工業家。
胡漢清於1963年至1968年入讀聖保羅書院，1968年至1970年負笈英國查特豪斯公學，1973年完成倫敦政治經濟學院法律系學士學位，並取得大律師資格。

## 觀點
胡漢清則認為：中央對香港高度自治絕對有誠意，香港必需認識一國兩制的真正含義，權力可以下放，但香港絕對不能「強搶」，中央主權更不容挑戰。胡漢清又認為特別行政區應該為香港基本法第二十三條儘快立法。 2010年1月，在一個工商界政改研討會上，他又認為，社民連與公民黨 於2010年舉行的「五區公投」，令市民誤以為香港「主權在民」，挑戰中方主權。

## 事件
在2008年香港藝人裸照事件中，胡漢清是陳冠希的法律顧問。
1992年與張天愛結婚，但婚姻只維持了3個月。
1999年與余慧敏成婚。結婚九年、育有一子一女的胡漢清、2008年傳出婚變消息。
2012年與藝人江希文訂婚。2013年4月女兒Natalie出世。2015年1月被傳媒爆出兩人已分手兩個月，其後雙方透過傳媒互揭瘡疤。
2015年2月27日加盟自由黨，擔任自由黨「黨制及政改小組」召集人。2018年1月，当选第十三届全国政协委员。

## 榮譽
- 2004年 銀紫荊星章[11]

## 参看
- 2006年香港選舉委員會界別分組選舉
- 2007年香港特別行政區行政長官選舉
- 中國人民政治協商會議全國委員會香港地區委員
- 心繫家國
- 香港特別行政區第一屆政府推選委員會
- 聖保羅書院
- 銀紫荊星章